# グラウベル・ローシャ
グラウベル・ローシャ （Glauber Rocha, 本名: Glauber Pedro de Andrade Rocha, グラウベル・ペドロ・ヂ・アンドラーヂ・ホーシャ、1938年3月14日 - 1981年8月22日） は、ブラジルの映画監督、俳優、脚本家である。ブラジル映画のニューウェイヴ・ムーヴメントであるシネマ・ノーヴォの旗手として知られる。

## 生涯
1938年3月14日、ブラジル・バイーア州ヴィトリア・ダ・コンキスタに生まれた。9歳のときに家族とともに同州の州都サルヴァドールへ引っ越し、同地で有名かつ尊敬されている長老派教会の学校で学んだ。少年時代は芸術に対する多大な興味を膨らませ、特に演劇と映画については相当なもので、劇団に関わりを持つなどしていた。政治活動についても非常にアクティヴであり、その後の彼の作品にも強烈な影響を及ぼした。16歳の時にはすでに地方新聞にフリーランスの記者として映画批評を寄稿し始め、映画批評家としてデビューした。その後は法律学校に約2年間通った。
数本の映画作品で助監督を務めた後、1959年に初の短編『Pátio』を発表した。この時すでに批評活動と芸術活動によりバイーア州でその存在が知られるようになっており、大学を辞めてジャーナリストや映画作家としてのキャリアを追求しようと決意した。
1962年には初の長編『バラベント』を発表。1964年の『黒い神と白い悪魔』は第17回カンヌ国際映画祭に出品された。1967年の『狂乱の大地』は第20回カンヌ国際映画祭国際映画批評家連盟賞とロカルノ国際映画祭金豹賞を受賞した。1969年の『アントニオ・ダス・モルテス』は第22回カンヌ国際映画祭監督賞を受賞した。
また、1969年にはフランス・ヌーヴェルヴァーグの映画作家ジャン＝リュック・ゴダールが前年結成したジガ・ヴェルトフ集団の第4作『東風』に出演した。同作にはローシャのほか、イタリアの映画監督マルコ・フェレーリや人気俳優でイタリア共産党員のジャン・マリア・ヴォロンテ、ゴダールの当時の妻アンヌ・ヴィアゼムスキー、脚本にも参加したパリ五月革命（1968年）の指導者で現在欧州議会議員のダニエル・コーン＝バンディといった活動家たちが出演した。同作はイタリアで撮影された極左の西部劇である。
ブラジルの軍事独裁政治の時代には、1971年に亡命して自発的に追放に遭い、スペインやチリ、ポルトガルといった様々な場所に移住した。作品も『O Leão de Sete Cabeças』（1970年）がコンゴ、『切られた首』（1970年）がスペイン、『História do Brasil』（1973年）がキューバ、『Claro』（1975年）がパナマと多岐に及んだ。1980年の『大地の時代』はヴェネツィア国際映画祭に出品された。
晩年はリスボンで肺の感染症の治療を受けており、リオデジャネイロに送還されるまで帰国することはなかった。ローシャは病院で数日間闘病した後、1981年8月22日に43歳で死去した。

## 人物・作風
ローシャはブラジル映画に最高の映画監督の一人とされ、とりわけシネマ・ノーヴォ運動の指導者として知られる。同時にフルタイムの論客であるとも見なされている。ローシャの作品は強烈に表現された政治的主題で知られ、それが神秘主義やフォークロアと結びつくことも多い。かつてローシャはルイ14世の有名なセリフを言い換えて「わたしこそがシネマ・ノーヴォだ」と発言したことがある。私生活では3度の結婚をし、5人の子供を授かった。

## フィルモグラフィ

### 長編
- バラベント Barravento （1962年） 白黒
- 黒い神と白い悪魔 Deus e o Diabo na Terra do Sol （1964年） 白黒・長編
- 狂乱の大地 Terra em Transe （1967年） 白黒
- アントニオ・ダス・モルテス O Dragão da Maldade Contra o Santo Guerreiro / Antonio das Mortes （1969年） カラー
- O Leão de Sete Cabeças （1970年） カラー
- 切られた首 Cabeças Cortadas （1970年） カラー
- Câncer （1972年） 白黒
- História do Brasil （1973年） 白黒・ドキュメンタリー
- As Armas e o Povo （1975年） 白黒
- Claro （1975年） カラー
- Jorjamado no Cinema （1979年） カラー・ドキュメンタリー
- 大地の時代 A Idade da Terra （1980年） カラー

### 短編
- Pátio（1959年） 白黒
- Cruz na Praça （1959年） 白黒
- Amazonas, Amazonas （1965年） カラー・ドキュメンタリー
- Maranhão 66 （1966年） 白黒・ドキュメンタリー
- 1968 （1968年）　白黒
- Di Cavalcanti （1977年） カラー・ドキュメンタリー

## 発言
芸術について:
- 「芸術とは才能だけではない、おもに勇気だ」 - Art is not only talent, but mainly courage
- 「芸術とは愛と同じくらい、もっとハードなものだ」- Art is as harder as love
- 「どの芸術家も、クレイジーであり野心的であるべきだ」- Every artist should be crazy and ambitious
- 「芸術家のゴールとは、憤慨だ」- The artist goal is to outrage
- 「カメラとはただそこにあるだけの物体だ」- The camera is an object that lies
- 「シネマ・ノーヴォとは、ブラジルの国際的な大衆映画のクリエイティヴな合成である」- The Cinema Novo is the creative synthesis of the Brazilian international popular cinema.
- 「シネマ・ノーヴォはブラジルのユートピアとともに存立していた。それが醜かろうと、イレギュラーであろうと、汚かろうと、混乱していようと、混沌としていようと、それはその反面、美しく、輝かしく、そして革命的なのだ」- The Cinema Novo stood with the Brazilian utopy. Whether it is ugly, irregular, dirt, confusing and chaotic, it is, on the other side, beautiful, shinning and revolutionary.

政治について:
- 「革命的真実とは、マイノリティの内部にある」- The revolutionary truth lies within the minorities
- 「夢をみること、それは人が禁じることのできないただひとつの権利である」- Dreaming is the only right one cannot forbid
- 「国家は詩人よりも強い」- The State is stronger than the poet
- 「なにものよりも強いもの、それは民衆の力である」- Stronger than anything is the people's power
- 「この国には詩人が必要だ」- This country needs poets

自分について:
- 「わたしはヴィトリア・ダ・コンキスタから出てきたひとりの農民に過ぎない」- I'm a single peasant from Vitória da Conquista
- 「わたしはとても有名であり、すこし貧しい」- I'm very famous and pretty poor
- 「きみたちはわたしの狂気をすべて誤解している！」- You're all misunderstanding my craze!